# Progress M-46
Progress M-46 (ryska: Прогресс М-46) eller som NASA kallar den, Progress 8 eller 8P, var en rysk obemannad rymdfarkost som levererade förnödenheter, syre, vatten och bränsle till rymdstationen ISS. Den sköts upp med en Sojuz-U-raket från kosmodromen i Bajkonur den 26 juni 2002 och dockade med rymdstationen den 29 juni.
Efter att ha lastats ur och fyllts med sopor lämnade den stationen den 24 september 2002 och som planerat brann den upp i jordens atmosfär dagen efter.

### Fotnoter
1. ↑  ”NASA Space Science Data Coordinated Archive” (på engelska). NASA. https://nssdc.gsfc.nasa.gov/nmc/spacecraft/display.action?id=2002-033A. Läst 1 mars 2020.
2. ↑  Manned Astronautics - Figures & Facts Arkiverad 9 oktober 2007 hämtat från the Wayback Machine., läst 15 juli 2016.